# Reymentia
Reymentia is een geslacht van kreeftachtigen uit de klasse van de Ostracoda (mosselkreeftjes).

## Soorten
- Reymentia ijebuorum Omatsola, 1970
- Reymentia microdictyota Omatsola, 1970
- Reymentia reticulata Omatsola, 1972